# ساموآ، ملکه جنگل
ساموآ، ملکه جنگل (ایتالیایی: Samoa, regina della giungla) یک فیلم ماجراجویی ایتالیایی به کارگردانی گوئیدو مالاتستا است که در سال ۱۹۶۸ منتشر شد.

## بازیگران
- راجر براون
- ادویژ فنش
- ایوانو استاچولی
- آندره‌آ آئورلی
- تولیو آلتامورا
- فمی بنوسی